# دونالد ويلز دوغلاس جونيور
دونالد ويلز دوغلاس جونيور (بالإنجليزية: Donald Wills Douglas, Jr.)‏ هو متسابق يخت أمريكي، ولد في 3 يوليو 1917، وتوفي في 3 أكتوبر 2004.

## وصلات خارجية
- دونالد ويلز دوغلاس جونيور على موقع اللجنة الأولمبية الدولية (الإنجليزية)
- دونالد ويلز دوغلاس جونيور على موقع أوليمبيديا (الإنجليزية)